# Campo Bom
Campo Bom, amtlich portugiesisch Município de Campo Bom, ist eine Gemeinde im südlichsten brasilianischen Bundesstaat Rio Grande do Sul. Die Bevölkerung wurde zum 1. Juli 2021 auf 69.981 Einwohner geschätzt, die Campo-Bonenser genannt werden und auf einer Gemeindefläche von rund 60,6 km² leben. Sie gehört zum Ballungsraum der Metropolregion Porto Alegre.

## Lage
Campo Bom liegt am Rio dos Sinos in der Region Vale do Rio dos Sinos etwa 50 Kilometer nördlich von Porto Alegre. Das Stadtgebiet grenzt direkt östlich an Novo Hamburgo. Nordöstlich in 5 Kilometern Entfernung liegt Sapiranga. Dahinter beginnt die Serra Gaúcha.
Die Stadt erstreckt sich über 60,6 km². Das Klima ist subtropisch mit einer mittleren Jahrestemperatur von 19 °C.

## Geschichte
Am 31. Dezember 1928 wurde der zur Gemeinde São Leopoldo gehörende Distrito de Campo Bom gegründet. Durch das Staatsgesetz Nr. 3707 vom 31. Januar 1959 wurde Campo Bom aus São Leopoldo ausgegliedert und erhielt Stadtrechte. Die Gemeinde bildet einen Gesamtdistrikt.
In der Stadt gab es die erste lutherische Holzkirche im Süden Brasilien und den ersten Radweg Brasiliens.

## Kommunalpolitik
Bei der Kommunalwahl 2020 wurde Luciano Liborio Baptista Orsi des Partido Democrático Trabalhista (PDT) für die Amtszeit von 2021 bis 2024 zum Stadtpräfekten (Bürgermeister) gewählt.

## Söhne und Töchter der Gemeinde
- Cintia Dicker (* 1986), Model und Schauspielerin
- Marcelo Grohe (* 1987), Fußballspieler